# Aurore Pegaz
Aurore Pegaz, née le 24 mars 1985 à Lyon, est une footballeuse française. Elle évolue au poste de gardienne de but.

## Biographie
Lors de la saison 2000-2001, elle remporte la Coupe fédéral féminine des moins de 16 ans à 7 avec le FC Lyon contre le FC Vendenheim (4-0) aux côtés de Sandrine Brétigny et Anne-Laure Perrot.
Elle a joué à l'Olympique lyonnais, à l'Entente sportive Le Cannet-Rocheville et en équipe de France des moins de 21 ans.
Lors de la saison 2006-2007 elle n'a encaissé que 9 buts en 22 matchs de championnat avec l'OL.

## Carrière
- 2000-2007 : Olympique lyonnais (87 matchs en D1)
- 2007-2010 : Entente sportive Le Cannet-Rocheville (D3 puis DH)

## Palmarès
- Championne de France en 2007 avec l'Olympique lyonnais
- Vainqueur du Challenge de France en 2003 et 2004 avec le FC Lyon
- Finaliste du Challenge de France en 2002, 2004, 2006 et 2007 avec l'Olympique lyonnais